# Церква Святого Миколая (Запоріжжя, вул. Піщана)

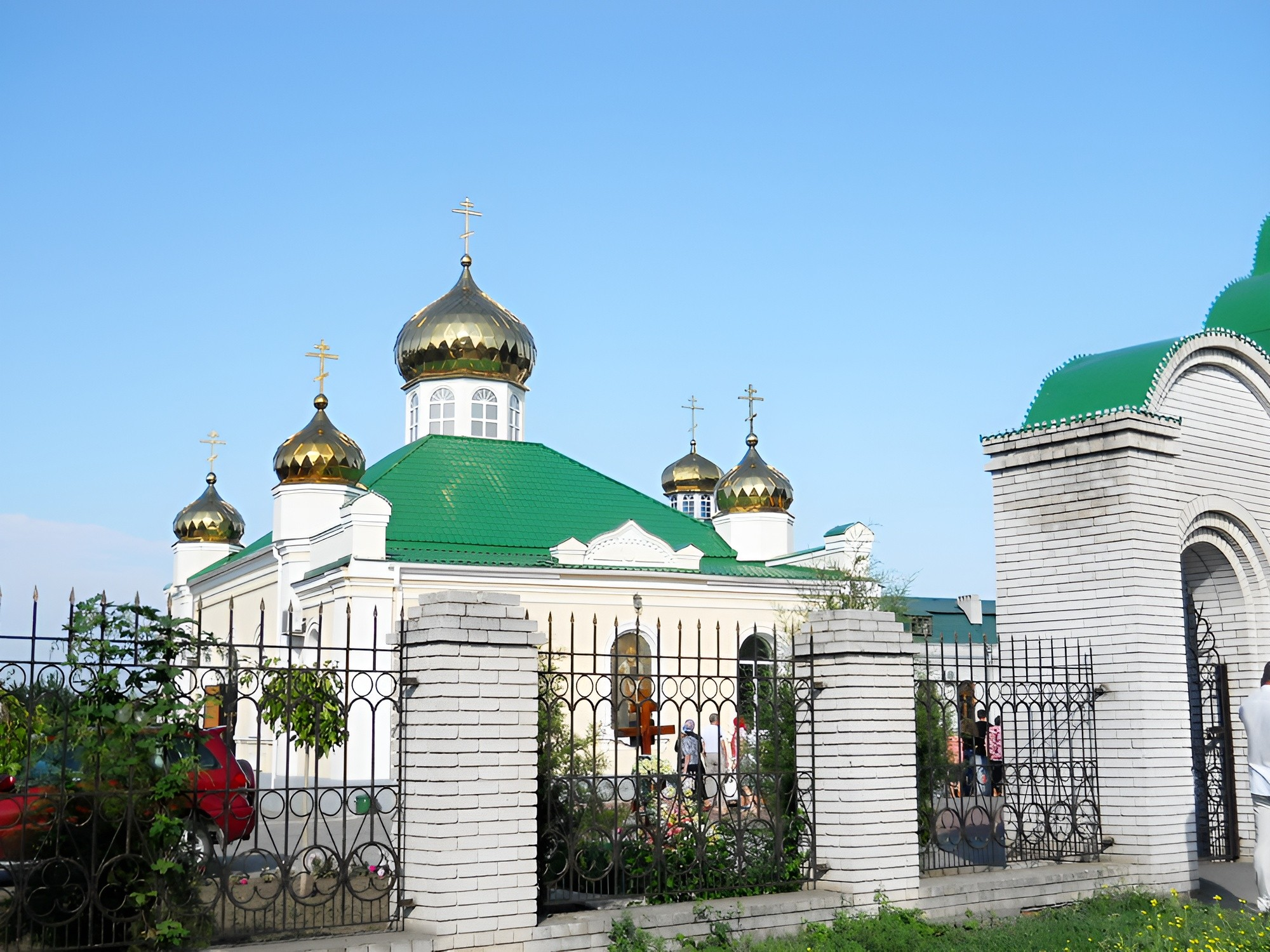
Миколаївська церква

Свято-Микільський храм, Миколаївська церква — православна діюча церква, побудована початку XX століття у м. Запоріжжя по вул. Піщаній.

## Історія
Свято-Микільський храм є найстарішою церквою Запоріжжя, яка збереглася до наших часів. У цій церкві богослужіння не переривалися ніколи, навіть за часів радянської влади. Настоятелем храму кілька десятиліть був протоієрей Сергій Марущак, який у 2011 році пішов із життя. У храмі, вперше за 70 років, виконано капітальний ремонт та у грудні 2011 р. запорізьке духовенство освятило оновлений храм.